# Belicism
Belicism (din franceză bellicisme cf. latină bellicus – belicos) este o atitudine sau doctrină a celor care preconizează folosirea forței, a războiului pentru rezolvarea 
problemelor internaționale.
Uneori, belicismul posedǎ caractere șovine și imperialiste, însǎ aceastǎ mișcarea nu poate fi confundatǎ cu militarismul, doctrinǎ care pune capacitatea militară ca fundament al societății, și sprijină rezolvarea unor probleme sociale și politice, pe cale armatǎ.
Termenul este adesea utilizat pentru a defini o politică externă agresivă sau favorabilǎ unui război pentru rezolvarea crizelor globale.

## Legǎturi externe
- Belicism Arhivat în 6 martie 2016, la Wayback Machine.